# Abrocoma
Abrocoma ist eine Gattung von Nagetieren in der Familie der Chinchillaratten, mit acht Arten, die in Südamerika vorkommen. Längere Zeit wurden auch die Arten der Gattung Cuscomys zu Abrocoma gezählt.

## Merkmale
Kleinere Arten, wie die Aschgraue Chinchillaratte besitzen eine Kopf-Rumpf-Länge von 15 bis 20 cm sowie eine Schwanzlänge von 6 bis 14,5 cm. Die Bennett-Chinchillaratte und andere größere Arten werden 19,5 bis 25 cm lang, besitzen einen 13 bis 18 cm langen Schwanz und wiegen 224 bis 307 g. Das Fell ist nicht ganz so wollig wie Chinchillafell, doch es ähnelt diesem stark. Die Farbe variiert zwischen silbergrau und braungrau auf der Oberseite sowie heller bräunlich bis weißgelb auf der Unterseite. Um eine Region mit Drüsen, die sich auf dem Bauch befindet, kann ein hellerer Fleck vorkommen.  Im Gegensatz zu Chinchillas kommen bei den Abrocoma-Arten ein mehr langgestreckter Schädel und größere runde Ohren vor. Die Beine sind kurz, die Vorderfüße haben vier und die Hinterfüße fünf Zehen, die weiche nagelartige Krallen tragen. Wie bei den anderen Vertretern der Überfamilien der Chinchillaartigen (Chinchilloidea) und der Trugrattenartigen (Octodontoidea) ist über den drei mittleren Zehen der Hinterfüße ein Kamm aus steifen Haaren vorhanden, der vermutlich zur Fellpflege dient.
Kennzeichnend für die Gattung ist außerdem ein langer Verdauungstrakt mit einem etwa 1,5 m langen Dünndarm, einem etwa 1 m langen Dickdarm sowie einem weiten und 20,5 cm langen Blinddarm. Die inneren Organe werden von vielen Rippen geschützt. So ist die Bennett-Chinchillaratte mit 17 Rippenpaaren das Nagetier mit den meisten Rippen.

## Arten und Verbreitung
Mammal Species of the World und IUCN listen folgende Arten zur Gattung.
- Bennett-Chinchillaratte (Abrocoma bennettii), Zentral-Chile.
- Bolivianische Chinchillaratte (Abrocoma boliviensis), Zentral-Bolivien.
- Budin-Chinchillaratte (Abrocoma budini), Provinz Catamarca in Argentinien.
- Aschgraue Chinchillaratte (Abrocoma cinerea), von Süd-Peru über Bolivien bis Nord-Chile und Nord-Argentinien.
- Famatina-Chinchillaratte (Abrocoma famatina), Sierra de Famatina im Nordwesten Argentiniens.
- Sierra-del-Tontal-Chinchillaratte (Abrocoma shistacea), Gebirge Sierra del Tontal im Westen Argentiniens (Provinz San Juan).
- Uspallata-Chinchillaratte (Abrocoma uspallata), kleineres Gebirge in der argentinischen Provinz Mendoza.
- Mendoza-Chinchillaratte (Abrocoma vaccarum), kleineres Gebirge in der argentinischen Provinz Mendoza.

## Lebensweise
Abrocoma-Arten leben in den Anden, in vorgelagerten Gebirgen und in der Hochebene Altiplano zwischen 1600 und 5000 m Höhe. Sie halten sich in felsigen Regionen mit vereinzelten Büschen auf. Die Nahrung besteht aus unterschiedlichen Pflanzenteilen wie Blätter, Knospen und Rinde.
Weitere Aspekte des Verhaltens sind hauptsächlich für die Bennett-Chinchillaratte und die Aschgraue Chinchillaratte bekannt. Sie sind fast ausschließlich nachtaktiv und ruhen am Tage in unterirdischen Bauen, die zeitweise mit Gewöhnlichen Degus (Octodon degus) geteilt werden. Oft liegen mehrere Baue in einem kleineren Umfeld vereint, was einer kolonialen Lebensweise ähnelt. Dieses soziale Verhalten ist vorwiegend für Weibchen und Jungtiere bekannt.
Weibchen sind 115 bis 118 Tage trächtig und ein Wurf besteht aus einem bis zwei (Aschgraue Chinchillaratte) oder vier bis sechs (Bennett-Chinchillaratte) Jungtieren. Einzelne Exemplare der Bennett-Chinchillaratte lebten in Gefangenschaft etwas über zwei Jahre.